# Porsche Tennis Grand Prix 1991
Il Porsche Tennis Grand Prix 1991 è stato un torneo femminile di tennis giocato sul cemento indoor. È stata la 14ª edizione del Porsche Tennis Grand Prix, che fa parte della categoria Tier II nell'ambito del WTA Tour 1991.
Si è giocato nel Filderstadt Tennis Club di Filderstadt in Germania, dal 14 al 20 ottobre 1991.

## Campionesse

### Singolare
Anke Huber ha battuto in finale  Martina Navrátilová con il punteggio di 2–6, 6–2, 7–6

### Doppio
Martina Navrátilová  /  Jana Novotná hanno battuto in finale  Pam Shriver /  Nataša Zvereva con il punteggio di 6–2, 5–7, 6–4